# Paleta

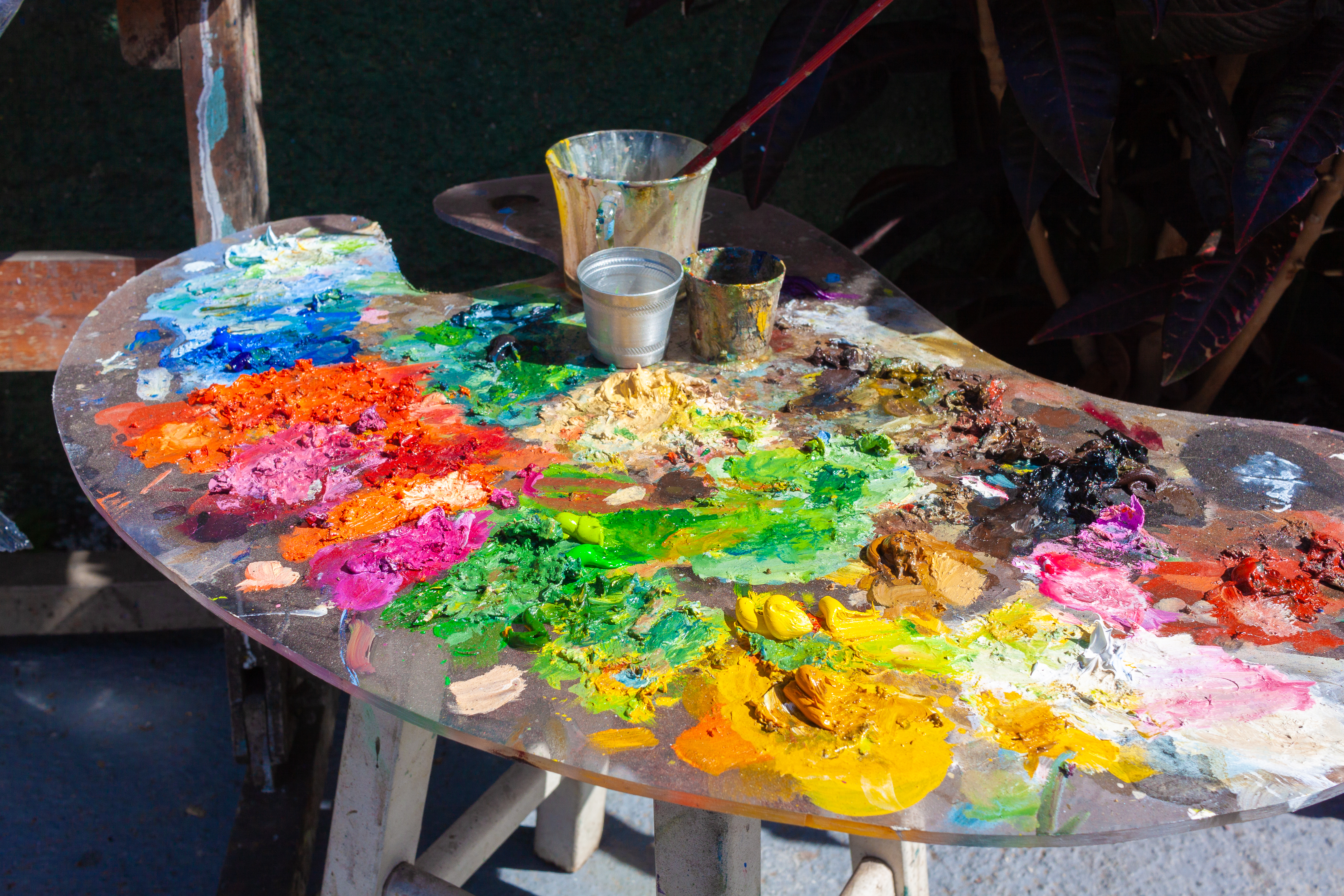
Paleta do artista

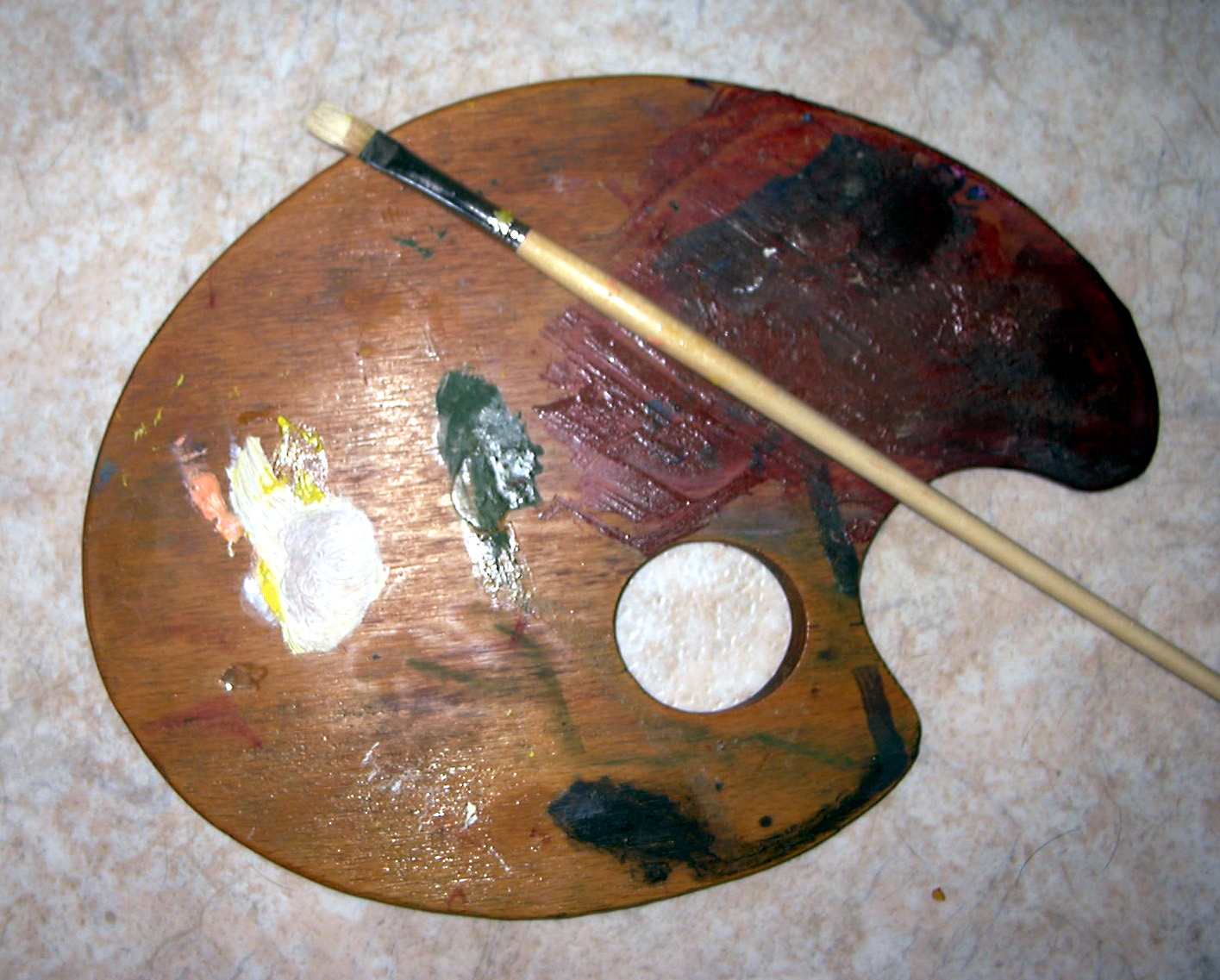
Paleta

Paleta é uma chapa de madeira, louça ou plástico sobre a qual os pintores dispõem e combinam as tintas enquanto pintam. Tem um orifício para o polegar e também um recuo ou reentrância ao lado do orifício para segurar a paleta com os dedos indicador e médio. A maioria das paletas são brancas para eliminar diferenças nas cores entre a paleta e a tela.

## Tipos de paleta
Os três tipos clássicos de paleta são a paleta oval, a paleta retangular e a mesa-cómoda. Esta última faz parte de um móvel ou uma mesa, em forma de tampa, e assim permite que as duas mãos do pintor fiquem livres.